# Municipio de Centropolis
El municipio de Centropolis (en inglés: Centropolis Township) es un municipio ubicado en el condado de Franklin en el estado estadounidense de Kansas. En el año 2010 tenía una población de 1011 habitantes y una densidad poblacional de 9,57 personas por km².

## Geografía
El municipio de Centropolis se encuentra ubicado en las coordenadas 38°41′15″N 95°22′16″O / 38.68750, -95.37111. Según la Oficina del Censo de los Estados Unidos, el municipio tiene una superficie total de 105.66 km², de la cual 104,95 km² corresponden a tierra firme y (0,67 %) 0,71 km² es agua.

## Demografía
Según el censo de 2010, había 1011 personas residiendo en el municipio de Centropolis. La densidad de población era de 9,57 hab./km². De los 1011 habitantes, el municipio de Centropolis estaba compuesto por el 96,44 % blancos, el 0,49 % eran afroamericanos, el 0,2 % eran amerindios, el 0,69 % eran asiáticos, el 0,3 % eran de otras razas y el 1,88 % eran de una mezcla de razas. Del total de la población el 1,88 % eran hispanos o latinos de cualquier raza.